# Liliane Lijn
Liliane Lijn   (Nova York, 22 de desembre de 1939) és una artista nord-americana d'origen jueu europeu que viu a Londres des del 1966, després d'haver passat l'adolescència a Suïssa i uns anys a París. Treballa en el camp de l'escultura, especialment l'escultura kinètica i lumínica, amb tocs de foc i bronze.